# ژیژکوف

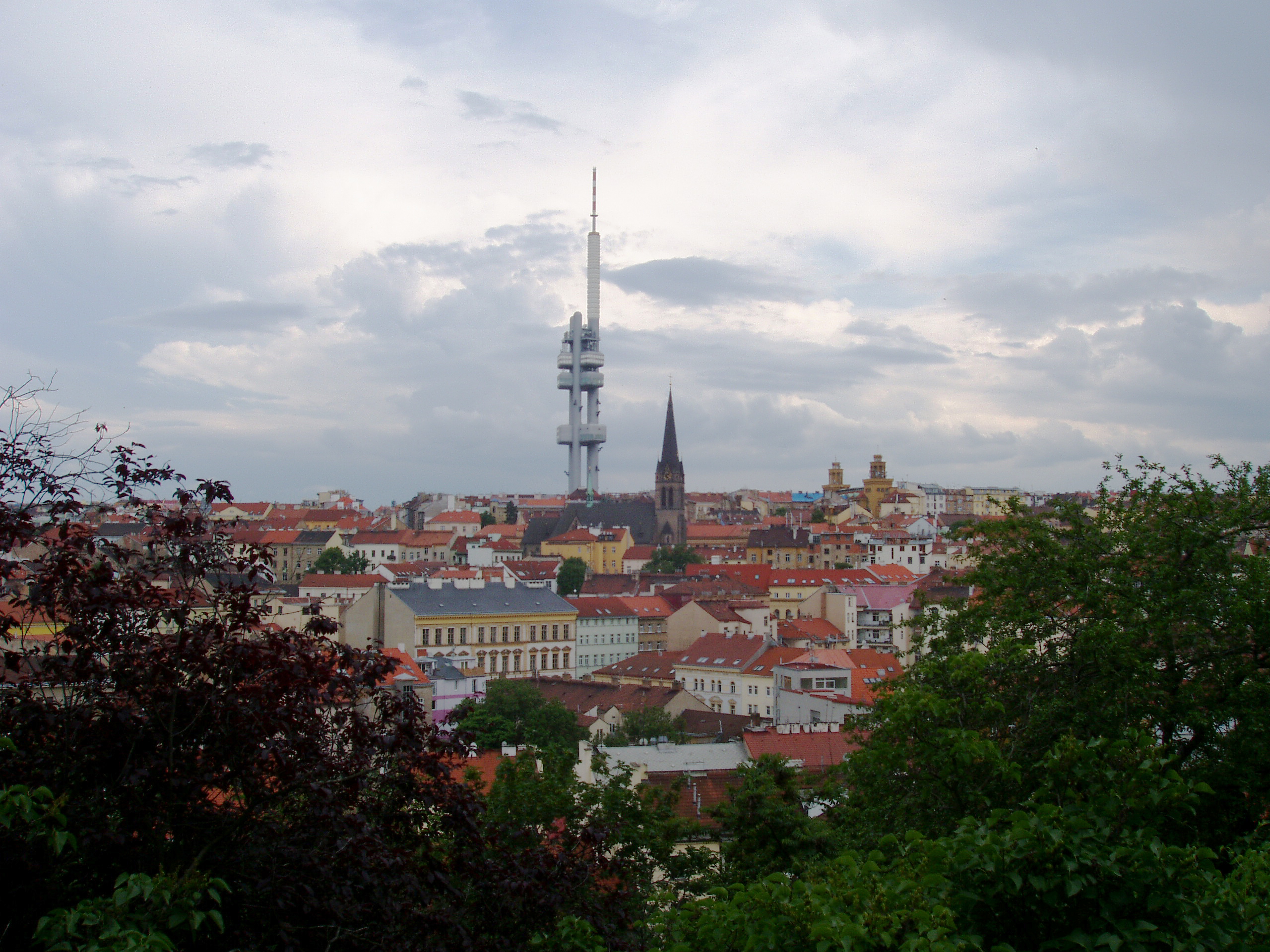
نمای محله ژیژکوف از تپه ویتکوف.

ژیژکوف (به چکی: Žižkov) نام یکی از محلات قدیمی پراگ - پایتخت جمهوری چک -است که بخش عمده‌ای از آن در منطقه شهرداری «پراگ ۳» قرار دارد. بخش کوچکی از ژیژکوف در «پراگ ۸» و «پراگ ۱۰» قرار دارد. تا سال ۱۹۲۲ میلادی، ژیژکوف یک شهر مستقل بود.
نام ژیژکوف از نام یکی از فرماندهان نظامی دوران مبارزات پروتستان‌ها با امپراتوری رم گرفته شده‌است. این فرمانده - به نام یان ژیژکا - موفق شد که در تپه ویتکف (در جنوب ژیژکوف)، در نبرد «تپه ویتکوف» در ۱۴ ژوئیه سال ۱۴۲۰ میلادی، پیروز شود.
برج تلویزیونی ژیژکوف که یکی از سازه‌های معروف شهر پراگ است در این محله قرار دارد.
محلی که امروزه محله ژیژکوف در آن قرار دارد در قدیم منطقه‌ای روستایی و کم‌جمعیت بود تا این‌که شارل چهارم، پادشاه وقت، در سده چهاردهم تصمیم گرفت تاکستان‌هایی در اطراف مرکز شهر پراگ تأسیس کند. این مناطق به مرور به نام «تاکستان‌های سلطنتی» (به چکی: Královské Vinohrady) معروف شدند و ژیژکوف نیز بخشی از این منطقه شد. شهر پراگ در نیمه دوم قرن نوزدهم با رشد چشمگیری مواجه شد و در آن زمان توسعه شهری به محله وینوهرادی و بنابراین ژیژکوف نیز رسید.
ژیژکوف در سال ۱۸۷۵ از محله وینوهرادی جدا شده و در سال ۱۸۷۷ نام امروزی آن رسمی شد.